# Sondre Paulsen
Sondre Paulsen (* 21. Mai 1988 in Arendal) ist ein Handballspieler aus Norwegen.
Der 1,90 Meter große und 82 Kilogramm schwere rechte Außenspieler steht bei ØIF Arendal unter Vertrag. Zuvor spielte er bei Strømmen-Glimt.
Für die norwegische Nationalmannschaft bestritt Sondre Paulsen bis Dezember 2017 40 Länderspiele, in denen er 80 Tore warf; er stand im erweiterten Aufgebot für die Weltmeisterschaft 2011.